# Abietinaria gagarae
Abietinaria gagarae is een hydroïdpoliep uit de familie Sertulariidae. De poliep komt uit het geslacht Abietinaria. Abietinaria gagarae werd in 1960 voor het eerst wetenschappelijk beschreven door Naumov. 